# HMAS Bundaberg (ACPB 91)
Le HMAS Bundaberg (ACPB 91), nommé d’après la ville de Bundaberg, était un patrouilleur de classe Armidale de la Royal Australian Navy (RAN). Le navire a été construit à Henderson, en Australie-Occidentale, et il a été mis en service dans la RAN en mars 2007. Basé au HMAS Cairns, le HMAS Bundaberg a passé une grande partie de sa carrière à des patrouilles de protection des frontières et de protection des pêches dans le cadre de l’opération Resolute. De plus, le patrouilleur a participé à plusieurs exercices d’entraînement nationaux et multinationaux. Il s’est rendu au Vanuatu en 2011 (le seul déploiement à l’étranger du navire). Il a suivi un navire soupçonné de trafic de drogue, ce qui a mené à une saisie d’une valeur de plusieurs millions de dollars, et a participé à l’International Fleet Review 2013. En août 2014, un important incendie s’est déclaré sur le navire alors qu’il était en cours de carénage. Les dommages importants causés par l’incendie ont conduit à la mise hors service du navire en décembre 2014.

## Conception et construction
Les patrouilleurs de la classe Armidale mesurent 56,8 mètres de long, avec une largeur de 9,7 mètres, un tirant d'eau de 2,7 mètres et un déplacement standard de 270 tonnes. Leur coque en V à mi-carène est fabriquée en alliage d’aluminium, et chaque navire est construit selon une combinaison des normes Det Norske Veritas pour les engins légers à grande vitesse et des exigences de la RAN. Les patrouilleurs de classe Armidale peuvent se déplacer à une vitesse maximale de 25 nœuds (46 km/h) et sont propulsés par deux arbres d'hélice, chacun relié à un moteur Diesel MTU 16V M70. Les navires ont une autonomie de 3000 milles marins (5600 km) à une vitesse de 12 nœuds (22 km/h), ce qui leur permet de patrouiller autour des territoires lointains de l’Australie. Ils sont conçus pour des patrouilles standards de 21 jours, avec une autonomie maximale de 42 jours,.
L’armement principal des patrouilleurs de classe Armidale est un affût stabilisé de canon Rafael Typhoon, équipé d’un canon mitrailleur de 25 millimètres M242 Bushmaster. Deux mitrailleuses de 12,7 millimètres (0,50 pouce) sont également transportées. Les opérations d’embarquement sont effectuées par deux bateaux pneumatiques semi-rigides (RHIB) de 7,2 mètres propulsés par hydrojet. Chaque RHIB est stocké dans son bossoir dédié, et est capable d’opérer indépendamment du patrouilleur car il transporte son propre équipement de communication, de navigation et de sécurité,.
Chaque patrouilleur dispose d’un équipage standard de 21 personnes, avec un maximum de 29 personnes,,. Un compartiment d’hébergement auxiliaire de 20 couchettes a été inclus dans la conception pour le transport de soldats, de pêcheurs illégaux ou d’immigrants clandestins arrêtés en mer. Dans les deux derniers cas, le compartiment peut être fermé de l’extérieur. Cependant, un dysfonctionnement dans les installations de traitement des eaux usées à bord du HMAS Maitland en août 2006 a envoyé du sulfure d'hydrogène et du monoxyde de carbone dans le compartiment, intoxicant quatre marins travaillant à l’intérieur, sans causer leur mort. Après cela, l’utilisation du compartiment pour l’hébergement a été interdite dans toute la classe,.

## Historique opérationnel
Le HMAS Bundaberg a été construit par Austal à Henderson, en Australie-Occidentale. Il a été mis en service dans la RAN le 3 mars 2007 dans la ville dont il porte le nom,.
Le navire a été affecté à la division Ardent, basée au HMAS Cairns à Cairns, dans le Queensland, et a effectué des patrouilles de protection des frontières et de protection des pêches. Après sa mise en service et avoir suivi un calendrier d’exercices de préparation, il a été déployé pour la première fois dans le cadre de l’opération Resolute en avril 2007. Les déploiements réguliers dans le cadre de l’opération Resolute ont constitué l’essentiel des opérations du patrouilleur au cours de sa carrière.
Le HMAS Bundaberg a participé à l’exercice Talisman Sabre en juin 2007. Après l’exercice, l’équipage du HMAS Bundaberg a procédé à l’arraisonnement d’un navire étranger pratiquant la pêche illégale. En juillet, l’équipage du navire a participé au festival Bundy In Bloom de la ville de Bundaberg et a reçu les clés de la ville. En octobre, le navire a secouru l’équipage d’un yacht qui avait chaviré au large de Mindil Beach, dans le Territoire du Nord. Le 4 janvier 2008, le HMAS Bundaberg a été forcé de quitter Darwin pour éviter d’être piégé par le cyclone Helen.
En mai et juin 2010, le HMAS Bundaberg a été temporairement retiré de l’opération Resolute pour participer à une concentration de petits navires de guerre, avant de visiter Bundaberg et la Gold Coast. En novembre, le patrouilleur a participé à l’exercice annuel Paradise entre l’Australie et la Papouasie-Nouvelle-Guinée. Le 4 décembre, le navire subissait une maintenance de routine à Darwin lorsqu’un incendie s’est déclaré dans un local de stockage à bord. Il n’y a pas eu de blessés, mais les dommages causés au Bundaberg l’ont empêché de fonctionner jusqu’à la mi-avril 2011. Peu de temps après son retour en service, le HMAS Bundaberg a navigué à l’étranger pour la première et unique fois : il a effectué une visite de quatre jours à Port-Vila, au Vanuatu. Le patrouilleur a quitté Cairns le 28 avril 2011 et y est revenu le 8 mai. En octobre, le HMAS Bundaberg a suivi le yacht Friday Freedom dans le cadre d’une opération anti-contrebande des douanes australiennes et de la police fédérale australienne (AFP). Le yacht a été arrêté par l’AFP à son arrivée à Bundaberg. 300 kilogrammes de cocaïne et 3 millions de dollars australiens en espèces ont été saisis. Ce fut la cinquième plus grande saisie de drogue en Australie.
En novembre 2012, le HMAS Bundaberg a participé à l’exercice Paradise/Triton Thunder. Le 22 septembre, le HMAS Bundaberg quitta Cairns pour Sydney, escortant quatre patrouilleurs de classe Pacific qui devaient participer à l’International Fleet Review 2013. Le HMAS Bundaberg a également participé à la revue : le 4 octobre, il a participé à la reconstitution du 100e anniversaire de la première entrée de la flotte de la RAN dans le port de Sydney, puis le 5 novembre, il a de nouveau navigué dans le port de Sydney dans le cadre de la ligne n°2 pour la revue de la flotte elle-même,

### Incendie
En août 2014, le patrouilleur faisait l’objet de travaux de réaménagement chez Aluminium Boats Australia (ABA), un chantier naval civil situé à Hemmant, dans le Queensland,. Peu avant midi le 11 août 2014, un important incendie s’est déclaré à bord, commençant dans une section intérieure avant et se déplaçant vers l’arrière. Les services d’incendie et d’urgence du Queensland (QFES) ont été alertés à 11 h 52, mais ce n’est qu’à 17 h 00 que l’incendie a été éteint. Au cours de l’après-midi, 15 engins d’incendie et plus de 60 pompiers se sont rendus sur les lieux,. Deux ouvriers civils ont été traités pour inhalation de fumée, mais aucune autre blessure n’a été signalée. Les difficultés financières qui ont suivi l’incendie (y compris la perte du contrat de réparation navale, le coût de l’enquête sur l’incendie et la pression exercée par l’ensemble de l’industrie en raison des importations de navires construits à l’étranger) ont abouti à la mise en redressement judiciaire de l’ABA le 4 novembre 2014. Au 5 novembre 2014, aucune cause de l’incendie n’avait été identifiée, bien que le QFES ait supposé au moment de l’incident que des travaux de réparation étaient responsables,,.
Le navire a été lourdement endommagé dans l’incendie. Le HMAS Bundaberg a été officiellement mis hors service le 18 décembre 2014, à la base navale HMAS Cairns. Le pavillon du patrouilleur a été abaissé pour la dernière fois depuis le mât de la base.